# Apnea
L'apnea è l'assenza di respirazione esterna o una pausa della respirazione superiore ai 15 secondi, può avvenire sott'acqua o sulla terraferma.
Durante l'apnea non c'è movimento dei muscoli della respirazione ed il volume dei polmoni rimane inizialmente invariato. Questo non vale per l'apnea in acqua: scendendo in profondità infatti il volume dei polmoni si riduce in modo inversamente proporzionale rispetto alla pressione dell'acqua.
A seconda dell'apertura delle vie respiratorie può esserci o meno un flusso di gas tra i polmoni e l'ambiente; lo scambio di gas tra i polmoni e la respirazione cellulare non viene influenzato.

## Cause dell'apnea
L'apnea può essere volontaria (ad esempio, mediante l'atto del "trattenere il respiro"), ma può essere sostenuta per pochi secondi senza allenamento. La ragione di ciò è che il ritmo della respirazione e il volume di ogni respiro sono strettamente regolati per mantenere valori costanti di tensione dell'anidride carbonica (CO2) e di pH del sangue.
L'apnea è patologica se indotta farmacologicamente (ad es. attraverso droghe come gli oppiacei), meccanicamente (ad es., strangolamento), o può avvenire come conseguenza di una malattia neurologica o un trauma fisico. Importanti anche le apnee che si sviluppano durante il sonno. Queste ultime possono essere ostruttive o centrali, ma non mancano quadri misti in cui entrambe componenti sono presenti.
Per quanto riguarda le prime, la sindrome delle apnee ostruttive o OSAS (Obstructive Sleep Apnea Syndrome) è un disturbo respiratorio caratterizzato da episodi ricorrenti di ostruzione delle vie aeree superiori con russamento, ipoventilazione cronica e desaturazione di ossigeno. I pazienti con OSAS hanno frequenti risvegli e ciò provoca durante il giorno sonnolenza, cefalea, facile affaticabilità. L'OSAS può essere dovuta a problemi meccanici come ipertrofia tonsillare, la macroglossia, l'ipertrofia dell'ugola e soprattutto l'obesità in quanto l'eccessivo grasso perifaringeo e peritracheale determinano un facile collasso delle vie respiratorie. A ciò si aggiunge anche una ipotonia della muscolatura respiratoria, che si sviluppa soprattutto durante la fase REM del sonno.
Le apnee centrali possono essere congenite (Maledizione di Ondina) o acquisite (da farmaci o da condizioni neurologiche quali la sclerosi multipla, alcune ischemie del tronco encefalico, la siringobulbia, alcune encefaliti e malattie neuromuscolari).

## Effetti dell'apnea
In condizioni normali gli esseri umani non possono immagazzinare molto ossigeno nel corpo. Un'apnea di più di un minuto di durata porta quindi ad una grave mancanza di ossigeno nella circolazione sanguigna. Danni permanenti al cervello possono aversi dopo circa tre minuti e la morte ne consegue inevitabilmente dopo pochi minuti se la ventilazione non viene ripristinata. Comunque, in circostanze particolari come l'ipotermia, l'ossigenazione iperbarica, l'ossigenazione apneica, o l'ossigenazione extracorporea, periodi più lunghi di apnea sono tollerabili senza gravi conseguenze.
Una persona senza allenamento non può sostenere volontariamente l'apnea per più di uno o due minuti. 
In apnea, la CO2 non viene rimossa attraverso i polmoni e si accumula nel sangue. La conseguente crescita di tensione della CO2 e il crollo del pH risultano nella stimolazione dei centri respiratori del cervello, che non possono essere sopraffatti volontariamente. Comunque, la tolleranza all'apnea può essere esercitata. L'antica tecnica dell'immersione in apnea richiede di trattenere il respiro e i migliori apneisti possono infatti tenere il respiro sott'acqua per più di otto minuti.
Molte persone hanno scoperto autonomamente che l'iperventilazione volontaria, eseguita prima di iniziare un'apnea volontaria, permette di trattenere il respiro più a lungo. Alcune di esse attribuiscono scorrettamente questo effetto ad un incremento di ossigeno nel sangue, mentre invece si tratta di una diminuzione del tasso di CO2 nel sangue e nei polmoni. In condizioni normali il sangue che lascia i polmoni è completamente saturato di ossigeno, quindi l'iperventilazione non può aumentare la quantità di ossigeno disponibile. Abbassare la concentrazione di CO2 aumenta invece il tempo che passa prima che i centri respiratori vengano stimolati, come descritto in precedenza.
Questo errore ha portato alcuni ad usare l'iperventilazione come mezzo per aumentare il tempo di immersione, ma così facendo c'è il pericolo che il corpo possa esaurire l'ossigeno mentre è sott'acqua, prima di sentire il bisogno di respirare, perdendo quindi improvvisamente conoscenza come risultato. Se una persona perde coscienza sott'acqua, ci sono considerevoli probabilità di morte per annegamento.

## Ossigenazione apneica
Poiché lo scambio di gas tra il sangue e i polmoni è indipendente dal movimento del gas da e verso questi ultimi, può essere posta in circolazione anche se una persona è apneica. Questo fenomeno (l'ossigenazione apneica) viene spiegato nel seguente modo:
Con l'insorgere dell'apnea, si sviluppa una depressione nello spazio dei polmoni, perché viene assorbito più ossigeno di quanta CO2 venga rilasciata. Con le vie respiratorie chiuse o ostruite, ciò porta ad un graduale collasso dei polmoni. Comunque, se le vie respiratorie sono aperte, qualsiasi gas fornito alle vie respiratorie superiori, seguendo il gradiente di pressione, fluisce nei polmoni per rimpiazzare l'ossigeno consumato. Se viene fornito ossigeno puro, questo processo serve a rifornire le scorte di ossigeno nei polmoni. Il prelievo di ossigeno nel sangue rimarrà quindi al livello usuale e il normale funzionamento degli organi non viene influenzato.
Una gran parte dell'anidride carbonica ceduta ai polmoni non viene rimossa durante l'apnea. La pressione parziale della CO2 nello spazio dei polmoni si riequilibrerà rapidamente con quella del sangue. Essendo il sangue carico di CO2 dal metabolismo, sempre più CO2 si accumulerà prendendo infine il posto dell'ossigeno e degli altri gas nello spazio del polmoni. La CO2 si accumulerà inoltre nei tessuti del corpo, provocando l'acidosi respiratoria.
In condizioni ideali (ovvero se ossigeno puro viene respirato prima dell'insorgere dell'apnea per rimuovere tutto l'azoto dai polmoni, e ossigeno puro viene insufflato), l'ossigenazione apneica può in teoria essere sufficiente per fornire abbastanza ossigeno per far sopravvivere un adulto in buone condizioni per più di un'ora. Comunque, l'accumulo di anidride carbonica (descritto sopra) rimane il fattore limitante.
L'ossigenazione apneica è più di una curiosità fisiologica. Può essere impiegata per fornire un quantitativo sufficiente di ossigeno nella chirurgia toracica, quando l'apnea non può essere evitata, e durante la manipolazione delle vie respiratorie, come broncoscopia, intubazione, e chirurgia delle vie respiratorie superiori. Comunque, a causa delle limitazioni sopra descritte, l'ossigenazione apneica è inferiore alla circolazione extracorporea ed è usata nelle emergenze e per interventi brevi.